# 8405-ös mellékút (Magyarország)
A 8405-ös számú mellékút egy bő 10 kilométer hosszú, négy számjegyű országos közút, Veszprém vármegye északnyugati részén köt össze néhány kisebb települést egymással és a 834-es főúttal.

## Nyomvonala
Nyárád község keleti külterületei között ágazik ki a 834-es főútból, annak az 5+450-es kilométerszelvénye közelében, északnyugat felé. Alig több mint fél kilométer után eléri Mihályháza határszélét, egy darabig a határvonalat követi, majd az első kilométerét elhagyva teljesen e község területére lép. 1,8 kilométer után beletorkollik kelet-északkeleti irányból a 84 113-as számú mellékút, Kistimapuszta településrész felől, jó fél kilométerrel később pedig a 84 114-es út ágazik ki belőle, délnyugat felé, Mihályháza központja irányába.
2,5 kilométer után az út átlépi Mezőlak határát, de lakott területeket itt nem érint. A 3+450-es kilométerszelvénye közelében keresztezi a Győr–Celldömölk-vasútvonal vágányait, majd rögtön utána beletorkollik kelet felől a 84 112-es számú mellékút – ez szintén a 834-es főútból ágazik ki és Mezőlak központján végighúzódva halad idáig. Az alsóbbrendű út becsatlakozását követően az út szinte azonnal el is hagyja a települést, és Békás területén folytatódik.
Békás belterületét nagyjából 4,5 kilométer után éri el, a falu nyugati szélén elhaladva; belterületi szakasza alig fél kilométernyi hosszú és a Rákóczi utca nevet viseli. A 7. kilométeréig még békási külterületek közt folytatódik, ott elhalad Békás, Mezőlak és Kemeneshőgyész hármashatára mellett, ezt követően már ez utóbbi település területén halad. Nagyjából 7,9 kilométer után átszeli a Marcalt, 9,6 kilométer után pedig eléri a község délkeleti szélét. A Kossuth utca nevet felvéve folytatódik a központig, ahol véget is ér, beletorkollva a 8412-es útba, annak 14+300-as kilométerszelvénye táján.
Teljes hossza, az országos közutak térképes nyilvántartását szolgáló kira.gov.hu adatbázisa szerint 10,146 kilométer.

## Települések az út mentén
- (Nyárád)
- (Mihályháza)
- (Mezőlak)
- Békás
- Kemeneshőgyész